# Ackersdijk en Vrouwenregt
Ackersdijk en Vrouwenregt is een voormalige gemeente in de Nederlandse provincie Zuid-Holland. 
Ackersdijk en Vrouwenregt was tot 1795 een ambachtsheerlijkheid en van 1795 tot 1798 een municipaliteit. In de Bataafse tijd was Ackersdijk en Vrouwenregt van 1798 tot 1811 een gemeente, die op 1 januari 1812 werd opgeheven; het grondgebied werd toegevoegd aan dat van de gemeente Pijnacker.
Op 1 april 1817 werd deze toevoeging ongedaan gemaakt en werd Ackersdijk en Vrouwenregt opnieuw een zelfstandige gemeente. Op 1 september 1855 werd de gemeente opgeheven; het grondgebied werd toegevoegd aan dat van de gemeente Vrijenban.
De Akkerdijksche polder ligt in de voormalige gemeente.